# Carretera Nacional N-IV
Die Carretera Nacional N-IV ist eine Nationalstraße in Spanien. Sie war mit einer Gesamtlänge von 680 Kilometern die zweitlängste der sechs sternförmig von Madrid ausgehenden und bis zur äußeren Begrenzung Spaniens führenden Nationalstraßen. Heute existiert die Strecke nur noch auf einem ca. 80 Kilometer langen Abschnitt parallel zu der Autobahn AP-4.

## Verlauf
Die Carretera Nacional N-IV führte von der Hauptstadt Madrid aus über aus über Córdoba, Sevilla nach Cádiz. Festgelegt wurde diese Streckenführung um 1940.
Auf vielen Abschnitten wurde die Nationalstraße bereits durch die Autobahn A-4 ersetzt bzw. zu dieser ausgebaut. Dies sind die Abschnitte Madrid – Sevilla und Jerez de la Frontera – Cádiz. Zwischen Sevilla und Jerez de la Frontera verläuft die noch bestehende N-IV parallel zu der Autobahn AP-4. Zwischen Jerez de la Frontera und Cádiz verlaufen die Autobahnen A-4 und AP-4 parallel zueinander. Die alte Strecke der Nationalstraße wurde auf diesem Abschnitt zu den Autobahnen CA-31, CA-32 und CA-33 ausgebaut und umbenannt.
Die Abschnitte, die nicht zur Autobahn A-4 ausgebaut wurden, wurden zur Carretera Nacional N-IVa umwidmet. Dies sind die Abschnitte bei Villarta de San Juan, Santa Cruz de Mudela, Almuradiel, El Carpio, Carmona sowie die Strecken Los Casinos-Córdoba und Rodamontes-La Carlota.